# ماتو نيريتلياك
ماتو نيريتلياك (بالكرواتية: Mato Neretljak)‏ (مواليد 3 يونيو 1979) هو لاعب كرة قدم. يلعب مع منتخب كرواتيا لكرة القدم منذ عام 2001.

## وصلات خارجية
- ماتو نيريتلياك على موقع اتحاد كرواتيا (الكرواتية)
- ماتو نيريتلياك على موقع رابطة كرة القدم اليابانية للمحترفين (اليابانية)
- ماتو نيريتلياك على موقع دوري كوريا الجنوبية (الإنجليزية)
- ماتو نيريتلياك على موقع قاعدة بيانات كرة القدم.إي يو (الإنجليزية)
- ماتو نيريتلياك على موقع ناشيونال فوتبول تيمز (الإنجليزية)
- ماتو نيريتلياك على موقع Soccerway.com (الإنجليزية)
- ماتو نيريتلياك على موقع عالم كرة القدم.نت (الإنجليزية)

- National Football Teams